# Gavieira
Gavieira é uma povoação portuguesa sede da Freguesia de Gavieira do Município de Arcos de Valdevez, freguesia com 57,71 km² de área e 258 habitantes (censo de 2021), tendo, por isso, uma densidade populacional de 4,5 hab./km².
Nesta freguesia situa-se o Santuário de Nossa Senhora da Peneda e a Cascata da Peneda.

## Demografia
A população registada nos censos foi:
| Distribuição da População por Grupos Etários | Distribuição da População por Grupos Etários | Distribuição da População por Grupos Etários | Distribuição da População por Grupos Etários | Distribuição da População por Grupos Etários |
| -------------------------------------------- | -------------------------------------------- | -------------------------------------------- | -------------------------------------------- | -------------------------------------------- |
| Ano                                          | 0-14 Anos                                    | 15-24 Anos                                   | 25-64 Anos                                   | > 65 Anos                                    |
| 2001                                         | 33                                           | 43                                           | 212                                          | 158                                          |
| 2011                                         | 20                                           | 12                                           | 129                                          | 137                                          |
| 2021                                         | 11                                           | 11                                           | 106                                          | 130                                          |

## Origens
Há indícios que o povoado da Gavieira tenha sido fixado ainda antes da formação da nacionalidade. Dada a insegurança dos tempos da reconquista, estas regiões isoladas eram bem mais seguras do que o vizinho Vale do Vez. Estes lugares também eram privilegiados para a pastorícia de altitude, assim como toda a região envolvente, que compreende o complexo montanhoso – Soajo-Peneda-Laboreiro. A caça também era abundante, e incluía javalis, corços, veados e ursos.
A freguesia da Gavieira, como paróquia, aparece constituída pela primeira vez em meados do século XVI. Mas como comunidade, deve ser contemporânea à comunidade do Soajo.

## Património cultural e religioso
A Gavieira é detentora de importantes pólos de referência de peregrinação religiosa, na região do Soajo e Peneda. Um relaciona-se com a devoção a São Bento, localizado na Branda do Cando, e conhecido por São Bento do Cando. O outro centro de devoção, dedicado a Maria, é o Santuário de Nossa Senhora da Peneda.

## Património paisagístico e ambiental
A Gavieira está totalmente inserida na área protegida do Parque Nacional da Peneda-Gerês. Os aglomerados populacionais correspondem às inverneiras, e são complementados por cinco brandas, lugares onde se faz o pastoreio estival. Os habitantes do lugar de Peneda e Beleiral dispõem da Branda da Bouça dos Homens (1000 a 1050 metros); o lugar da Igreja as Brandas de Busgalinhas (1000 a 1100) e de São Bento do Cando (900 a 950), e Rouças as brandas da Junqueira (1000 a 1050) e Gorbelas (950 a 1000).
As brandas ou verandas constituem, com as inverneiras, um curioso fenómeno de transumância, ocupação humana do espaço natural envolvente com migrações periódicas e sazonais de parte da população e do gado, em busca dos melhores pastos. Através do sistema das brandas e das inverneiras, duas áreas distintas dum território são ocupadas e exploradas de forma complementar por uma mesma comunidade humana, a qual ocupa alternadamente, e de acordo com o calendário de mudança das estações, ora uma área ora outra.
As brandas e inverneiras pertencem à modalidade de lugares móveis ou de transumância, relacionada com a situação geográfica e as características climáticas. Tradicionalmente as brandas eram áreas de pastagens onde se fixavam os pastores com os seus rebanhos durante o verão. Presentemente estas brandas apresentam uma tendência mais votada a associar a ocupação e “habitat” agro-pastoril do passado com novos fins turísticos, procurando desta forma extrair-se alguma rentabilidade complementar à vida dura e pobre da montanha. Procura-se assim recuperar as casas das brandas para fomentar o turismo rural, aproveitando todas as potencialidades que a natureza oferece a quem a sabe respeitar e dela usufruir.